# 蛇蜥科
蛇蜥科（学名：Anguidae） 是爬行纲有鳞目的一科，是个多样化、主要生存于北半球的蜥蜴类群。共同的特征包括退化的上顳骨、牙冠内侧条纹、皮内成骨，大多数类群的身体侧面皮肤还有褶痕线。 该类群包括蛇蜥、脆蛇、鼍蜥等等。 
本科被分为三个亚科，即：蛇蜥亚科（Anguinae）、複舌亞科（Diploglossinae）及侧褶蜥亚科（Gerrhonotinae），包含12属约116个物种。

## 演化

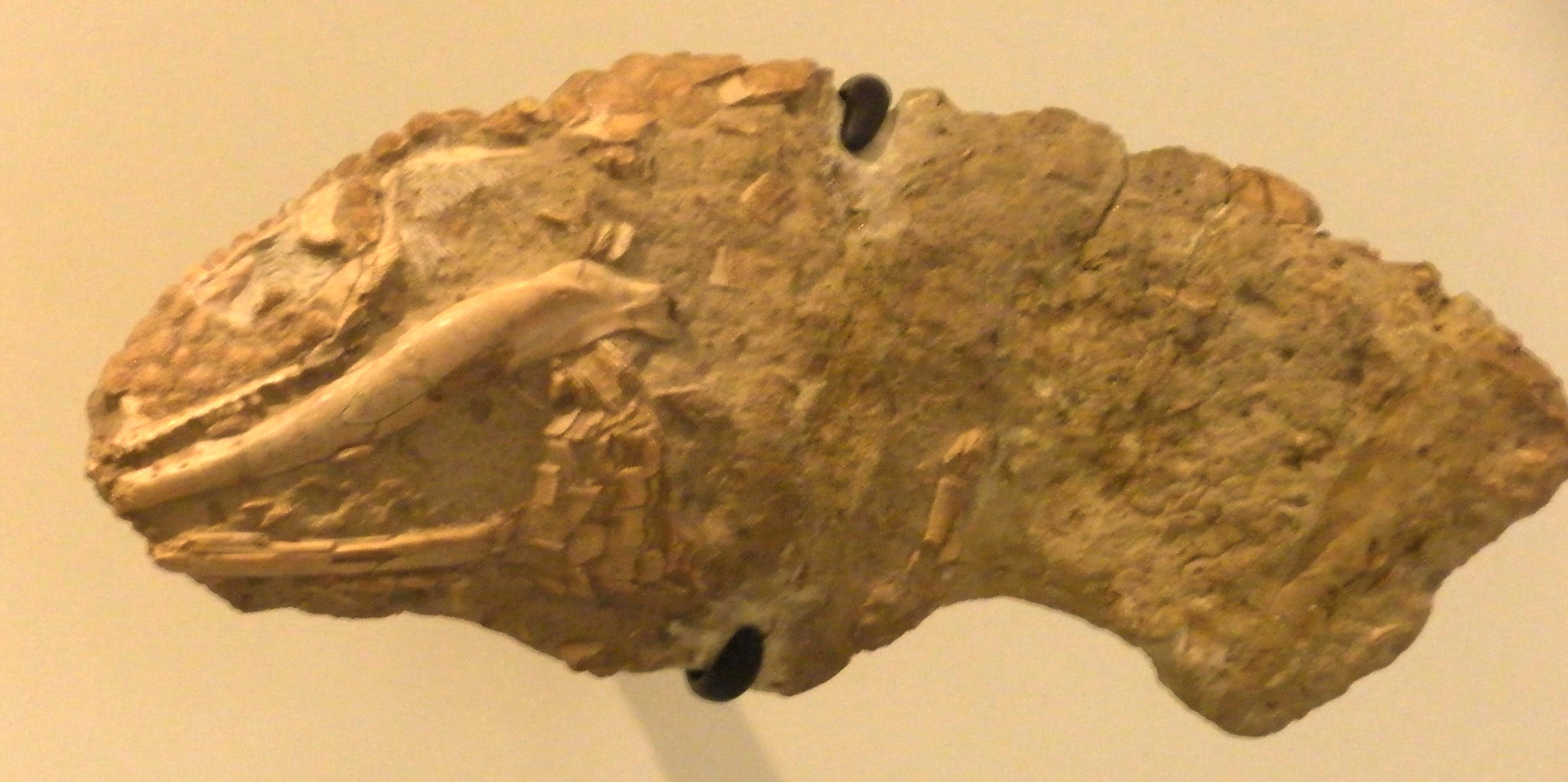
Helodermoides tuberculatus 化石

## 下级分类
本科包括以下属：

### 蛇蜥亚科Anguinae
- 蛇蜥属 Anguis （两个物种）
- 亚洲脆蛇属 Dopasia Gray, 1853[3]（七个物种）
- 摩洛哥脆蛇属 Hyalosaurus （一个物种）
- 脆蛇属 Ophisaurus ，美洲脆蛇属 （五个物种）
- 帝王蛇蜥属 Pseudopus （一个现存物种）

### 複舌亞科Diploglossinae
- 巨草蜥属 Celestus Gray, 1838（22个现存物种)
- 複舌蜥属 Diploglossus （16个物种)
- 殘肢蜥屬 Ophiodes （五个物种）

### 侧褶蜥亚科Gerrhonotinae
- 侧褶蜥属 Gerrhonotus （七个物种）
- 树鼍蜥属 Abronia （29个物种）
- 艾尔蛇蜥属 Elgaria （七个物种）
- 墨西哥鼍蜥属 Barisia Gray, 1838（七个物种）
  - Barisia ciliaris (Smith, 1942)
  - Barisia herrerae Zaldîvar-Riverón & Nieto-Montes De Oca, 2002
  - Barisia imbricata (Wiegmann, 1828)
  - Barisia jonesi Guillette & Smith, 1982
  - Barisia levicollis Stejneger, 1890
  - Barisia planifrons (Bocourt, 1878)
  - Barisia rudicollis (Wiegmann, 1828)
- 梅萨蛇蜥属 Mesaspis （七个物种）